# Altwriezen
Altwriezen ist ein Gemeindeteil des Ortsteils Altwriezen/Beauregard der Stadt Wriezen im Landkreis Märkisch-Oderland (Brandenburg). Bis zum Zusammenschluss mit der Gemeinde Beauregard 1957 war Alt Wriezen eine selbständige Gemeinde.

## Geographische Lage
Das Dorf liegt sechs Kilometer nordöstlich von Wriezen im Oderbruch. Im Jahre 2005 lebten 161 Einwohner im Ort.

## Geschichte
Urkundlich erwähnt wurde das ehemalige Fischerdorf Altwriezen das erste Mal im Jahre 1412, allerdings ist der Ort älter. Das Dorf wurde, wie alle Dörfer, die es bereits vor der Trockenlegung des Oderbruchs gab, als Platzdorf mit radialer Struktur (Rundlingsdorf) angelegt. Bis zum Jahr 1719 ist der Ort im Besitz der Familie Barfuß. Im Jahre 1736 wurde das damals noch am Hauptstrom der Oder liegende Dorf bei einem Hochwasser schwer beschädigt. Die südliche Hälfte des Rundlings wurde weggespült. Die mittig stehende Fachwerkkirche blieb erhalten, wurde jedoch 1973 wegen Baufälligkeit abgerissen. Ein neuer Rundling wurde westlich vom alten errichtet, so dass das Dorf die noch heute erkennbare Doppel-Rundlingstruktur erhielt. In den Jahren 1749, 1770 und 1838 gab es weitere Hochwasser der Oder. Nach der Trockenlegung des Oderbruchs (1747–1761) verlor die Fischerei für das Dorf immer mehr an Bedeutung. Der ehemalige Hauptstrom der Oder fließt heute nur noch als kleiner Bach an Altwriezen vorbei. Wie alle Dörfer im Oderbruch ist Altwriezen heute ein landwirtschaftlich geprägter Ort.
Altwriezen gehörte bis zum Jahr 1945 zum Kreis Oberbarnim. Zum 1. Januar 1957 schlossen sich Altwriezen und Beauregard zur Gemeinde Altwriezen/Beauregard zusammen. Altwriezen/Beauregard wurde zusammen mit Schulzendorf, Rathsdorf/Neugaul und Eichwerder zum 31. Dezember 1997 in die Stadt Wriezen eingegliedert. Altwriezen/Beauregard hat seitdem Ortsteilstatus, Altwriezen ist Gemeindeteil des Ortsteils Altwriezen/Beauregard.

## Sehenswürdigkeiten

### Baudenkmale
- Der Glockenschauer am Dorfeingang, die Scheunenreihe und die Häuser Altwriezen 16, 17, 23, 37, 40 und 41 stehen unter Denkmalschutz.[4]
- Eine Kirche hat das Dorf nicht mehr, die Kirche wurde nach einem Sturmschaden im Jahre 1973 abgetragen. An Stelle der Kirche steht heute ein Glockenschauer mit drei Glocken. In der Mitte hängt die größte Glocke, sie wurde im Jahre 1814 in Berlin gegossen. Die beiden anderen Glocken wurden 1922 in Apolda hergestellt.
- Die Hofanlage Altwriezen 10 wurde um das Jahr 1800 erbaut. Das Wohnhaus wurde um 1850/1860 errichtet. Es ist ein eingeschossiges Haus mit Satteldach. Um die gleiche Zeit entstand der Pferdestall. Die Hofanlage liegt am nördlichen Rand des Ortskerns.
- Das Wohnhaus Altwriezen 16 wurde 1794 erbaut. Es ist ein giebelständiges Fachwerkhaus mit durchgehendem Flur (Mittelflurhaus), es hat ein Geschoss, der Drempel ist ausgebaut. Bereits um 1920 wurde auf dem Hof die Landwirtschaft aufgegeben, die Hofgebäude verfielen und wurden schließlich abgerissen. Heute ist ein Café im Haus untergebracht.
- Die Hofanlage Altwriezen 17 ist ein Dreiseithof. Zum Hof gehört ein Taubenhaus (ein Ersatzneubau), das heute als Ferienhaus genutzt wird.
- Das Haus Altwriezen 23 wurde im Jahre 1802 als Teil eines Vierseithofes errichtet. Es ist ein Fachwerkhaus mit einem Geschoss und Drempel. Im Inneren befindet sich eine schwarze Küche.
- Die Hofanlage Altwriezen 37 ist ein Vierseithof, es war der Lehnschulzenhof. Das Wohnhaus wurde um 1800 erbaut. Es ist ein Fachwerkhaus mit Drempel und Satteldach.
- Das Fachwerkhaus Altwriezen 38 wurde um 1770/1780 erbaut. Das Haus ist ähnlich dem Haus Altwriezen 23 aufgebaut.
- Die Hofanlage Altwriezen 40 wurde um 1800 erbaut. Es ist ein Vierseithof. Das Wohnhaus ist ein giebelständiges, eingeschossiges Haus. Im Inneren befindet sich eine schwarze Küche.
- Die Hofanlage Altwriezen 41 besteht aus Wohnhaus, Stallgebäude und Scheune. Das Haus aus Fachwerk entstand im späten 18. Jahrhundert.
- Die Scheunenreihe von Altwriezen prägt das Dorfbild. Die nördliche Scheune wurde 1840 erbaut, die beiden anderen Scheunen um 1860/1870.